# Stenopsyche tienmushanensis
Stenopsyche tienmushanensis är en nattsländeart som beskrevs av Hwang 1957. Stenopsyche tienmushanensis ingår i släktet Stenopsyche och familjen Stenopsychidae. Inga underarter finns listade i Catalogue of Life.